# Europameisterschaften im Wasserspringen
Die Europameisterschaften im Wasserspringen sind von der Ligue Européenne de Natation (LEN) ausgetragene Europameisterschaften im Wasserspringen.
Die ersten Europameisterschaften im Wasserspringen fanden 1926 im Rahmen der ersten Schwimmeuropameisterschaften statt. Die Wettbewerbe wurden bis 1947 in unregelmäßigen Abständen ausgetragen und von 1950 bis 1974 alle vier Jahre. Nach den Europameisterschaften 1977 wurde ab 1981 ein Zweijahresrhythmus eingeführt, das heißt, es fanden in allen ungeraden Jahren Schwimmeuropameisterschaften statt. Ab dem Jahr 2000 wurde dieser Rhythmus in die geraden Jahre verlegt. Seit 2009 finden zusätzlich in den ungeraden Jahren reine Europameisterschaften im Wasserspringen statt, sodass seitdem jährlich europäische Titelträger ermittelt werden – in geraden Jahren im Rahmen der Schwimmeuropameisterschaften und in ungeraden Jahren bei eigenständigen Meisterschaften. Eine Ausnahme bildete das Jahr 2012, in dem die Schwimmeuropameisterschaften ursprünglich in Antwerpen stattfinden sollten und aus finanziellen Gründen nach Debrecen verlegt wurde, sodass das Kunst- und Turmspringen separat in Eindhoven ausgetragen wurde.
1926 existierten zunächst nur zwei Wettbewerbe vom 3-m-Brett sowie vom 10-m-Turm für Männer, doch schon ab 1927 gab es auch Wettkämpfe für Frauen. 1989 wurde das Kunstspringen vom 1-m-Brett in das Programm aufgenommen, 1997 folgten die Synchronwettbewerbe vom 3-m-Brett und 10-m-Turm. Seit 2010 findet außerdem ein gemischter Teamwettbewerb statt.

## Austragungsdaten
| Nr. | Jahr | Ort         | Land                            | Artikel |
| --- | ---- | ----------- | ------------------------------- | ------- |
| 1   | 1926 | Budapest    | Ungarn                          | Details |
| 2   | 1927 | Bologna     | Königreich Italien              | Details |
| 3   | 1931 | Paris       | Frankreich                      | Details |
| 4   | 1934 | Magdeburg   | Deutsches Reich                 | Details |
| 5   | 1938 | London      | Vereinigtes Königreich          | Details |
| 6   | 1947 | Monte-Carlo | Monaco                          | Details |
| 7   | 1950 | Wien        | Österreich                      | Details |
| 8   | 1954 | Turin       | Italien                         | Details |
| 9   | 1958 | Budapest    | Ungarn                          | Details |
| 10  | 1962 | Leipzig     | Deutsche Demokratische Republik | Details |
| 11  | 1966 | Utrecht     | Niederlande                     | Details |
| 12  | 1970 | Barcelona   | Spanien                         | Details |
| 13  | 1974 | Wien        | Österreich                      | Details |
| 14  | 1977 | Jönköping   | Schweden                        | Details |
| 15  | 1981 | Split       | Kroatien                        | Details |
| 16  | 1983 | Rom         | Italien                         | Details |
| 17  | 1985 | Sofia       | Bulgarien                       | Details |
| 18  | 1987 | Straßburg   | Frankreich                      | Details |
| 19  | 1989 | Bonn        | BR Deutschland                  | Details |
| 20  | 1991 | Athen       | Griechenland                    | Details |
| 21  | 1993 | Sheffield   | Vereinigtes Königreich          | Details |
| 22  | 1995 | Wien        | Österreich                      | Details |
| 23  | 1997 | Sevilla     | Spanien                         | Details |
| 24  | 1999 | Istanbul    | Türkei                          | Details |
| 25  | 2000 | Helsinki    | Finnland                        | Details |
| 26  | 2002 | Berlin      | Deutschland                     | Details |
| 27  | 2004 | Madrid      | Spanien                         | Details |
| 28  | 2006 | Budapest    | Ungarn                          | Details |
| 29  | 2008 | Eindhoven   | Niederlande                     | Details |
| 30  | 2009 | Turin       | Italien                         | Details |
| 31  | 2010 | Budapest    | Ungarn                          | Details |
| 32  | 2011 | Turin       | Italien                         | Details |
| 33  | 2012 | Eindhoven   | Niederlande                     | Details |
| 34  | 2013 | Rostock     | Deutschland                     | Details |
| 35  | 2014 | Berlin      | Deutschland                     | Details |
| 36  | 2015 | Rostock     | Deutschland                     | Details |
| 37  | 2016 | London      | Vereinigtes Königreich          | Details |
| 38  | 2017 | Kiew        | Ukraine                         | Details |
| 39  | 2018 | Glasgow     | Vereinigtes Königreich          | Details |
| 40  | 2019 | Kiew        | Ukraine                         | Details |
| 41  | 2020 | Budapest    | Ungarn                          | Details |
| 42  | 2022 | Rom         | Italien                         | Details |
| 43  | 2023 | Rzeszów     | Polen                           | Details |
| 44  | 2024 | Belgrad     | Serbien                         | Details |
| 45  | 2025 | Antalya     | Türkei                          | Details |